# Людовіт Одор
Людовіт (Лайош) Одор (словац. Ľudovít Ódor, угор. Ódor Lajos; нар. 2 липня 1976, Комарно, Чехословаччина) — словацький економіст, викладач і державний діяч. Прем'єр-міністр Словаччини з 15 травня до 25 жовтня 2023 року. У минулому — радник прем'єр-міністра Івети Радичової та міністра фінансів Івана Міклоша, віце-губернатор Національного банку Словаччини з 20 лютого 2018 року.